# Erdgasvorwärmung
Bei der Entspannung von Erdgas kommt es zu dessen Abkühlung, weshalb es vorher mittels einer Vorwärmanlage erwärmt werden muss, um Beeinträchtigungen der Leitungssysteme zu verhindern.

## Allgemeines
Erdgas wird zum Transport über weite Strecken auf bis zu 80 bar verdichtet, um Rohrleitungsdurchmesser gering zu halten. Bis zum Endkunden wird der Druck wieder auf einige Millibar verringert. Bei der Entspannung des Gases kommt es durch den Joule-Thomson-Effekt zur Abkühlung. Um Beeinträchtigungen der Gas-Druckregelanlage zu verhindern, muss das Erdgas deshalb vor der Herabregelung des Druckes vorgewärmt werden.
Mögliche Effekte durch Abkühlung sind: Kondensation von im Erdgas enthaltenen Wasser → Korrosion, Kondensation von Luftfeuchtigkeit auf der Außenseite der Gasleitung → Korrosion, Methanhydratbildung → Verstopfung der Gasleitung und Armaturen, Vereisung → Beeinträchtigung der Funktion der Armaturen.

## Vorwärmanlagen

### Indirekte Vorwärmanlagen
Heute wird Erdgas fast ausschließlich indirekt vorgewärmt, das heißt mittels erhitztem Wasser und eines Wasser/Erdgas-Wärmeübertragers. Das Wasser wiederum wird meist von einem Gasheizkessel, wie man ihn aus dem Haushalt kennt, erhitzt. Als Wärmeübertrager verwendet man sowohl liegende als auch stehende Rohrbündelwärmeübertrager, bei denen der Gasstrom auf viele kleinere Leitungen aufgeteilt wird, welche alle vom Heizwasser umströmt werden.
Eine weitere Möglichkeit der indirekten Vorwärmung, bei entsprechend großen Gas-Druckregelanlagen, ist die Kopplung eines gasmotorischen Blockheizkraftwerkes mit einem Spitzen-Gaskessel. Der Vorzug dieser Variante liegt in der Effektivierung des Prozesses gegenüber der konventionellen Vorwärmung durch das Prinzip der Kraft-Wärme-Kopplung. Die erzeugte Elektrizität deckt hier den Strom-Eigenbedarf (Bedarf durch Messinstrumente, Regler, Elektro-Installation etc.) der Gas-Druckregelanlage und die überschüssige Elektrizität kann ertragreich ins Netz der öffentlichen Elektrizitätsversorgung eingespeist werden.

### Direkte Vorwärmanlagen
Eine andere Möglichkeit ist die Verwendung eines Erdgas-Heaters, bei dem sich der Brennraum quasi mit im Wärmeübertrager befindet.

## Regelung und Wärmebedarf für die Erdgas-Vorwärmung

### Schema der Erdgas-Vorwärmung mit anschließender Drosselung

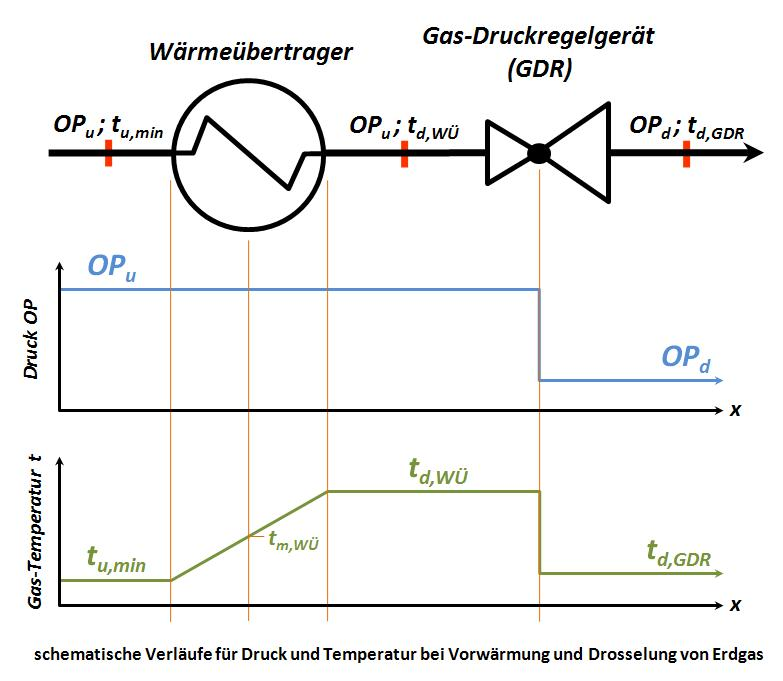
Verlauf physikalischer Größen bei der Vorwärmung und Drosselung

Aufgetragen sind die idealisierten Verläufe der Zustandsgrößen Gas-Druck und Gas-Temperatur über die Prozesse der Erdgas-Vorwärmung und die sich anschließende Drosselung.
Dabei steht die Bezeichnung OP für operating pressure zu dt. Betriebsdruck.
Der Index u für upstream zu dt. stromaufwärts, eingangsseitig und
der Index d für downstream zu dt. stromabwärts, ausgangsseitig.
Diese Begriffe werden, neben weiteren, im folgenden Berechnungsgang zur Ermittlung der Wärmeleistung verwendet.

### Ermittlung der erforderlichen Wärmeleistung
Dieser kann nach folgender Gleichung berechnet werden:
{\displaystyle W_{\text{Gas}}={\frac {{\dot {V}}_{n}\cdot \rho _{\text{n,Gas}}\cdot c_{\text{p,m,Gas}}\cdot (T_{\text{soll}}-T_{\text{e}}+(p_{\text{e}}-p_{\text{a}})\cdot \mu _{\text{m,JT}})}{3600{\frac {s}{h}}}}}
Hierbei sind:
| - {\displaystyle \ W_{\text{Gas}}[kW_{\text{th}}]}: erforderlicher Wärmebedarf für die Erdgas-Vorwärmung - {\displaystyle {\dot {V}}_{n}[{\frac {m^{3}}{h}}]}: Gas-Volumenstrom im Normzustand - {\displaystyle \ \rho _{\text{n,Gas}}[{\frac {kg}{m^{3}}}]}: Normdichte des Gases - {\displaystyle \ c_{\text{p,m,Gas}}[{\frac {kJ}{kg\cdot K}}]}: mittlere spezifische Wärmekapazität des Gases | - {\displaystyle \ T_{\text{soll}}[^{\circ }C]}: Sollwert Gas-Temperatur hinter dem Gas-Druckregelventil - {\displaystyle \ T_{\text{e}}[^{\circ }C]}: Gas-Eintrittstemperatur vor dem Wärmeübertrager - {\displaystyle \ p_{\text{e}}[bar]}: Eingangsdruck vor dem Wärmeübertrager - {\displaystyle \ p_{\text{a}}[bar]}: Ausgangsdruck nach dem Gas-Druckregelventil - {\displaystyle \ \mu _{\text{m,JT}}[{\frac {K}{bar}}]}: mittlere integraler Joule-Thomson-Koeffizient des Gases (= 0,532) |